# Tomi Koivusaari
Tomi Koivusaari (11 de abril de 1973) es un guitarrista rítmico, primer vocalista y uno de los fundadores de la banda finlandesa Amorphis.

## Biografía
Empezó a tocar la guitarra a los 12 años; su primera banda fue Violent Solution formada en 1987, con él en la voz y guitarra rítmica, Esa Holopainen como guitarrista principal y Jan Rechberger en la batería. El grupo, ubicado en el género thrash metal, grabó una demo y un EP. También formó una banda death/doom llamada Abhorrence en 1989, grabando de igual manera una demo y un EP. Ambas se disolvieron en 1990, aunque Tomi ya no formaba parte de la primera desde que formó la segunda.
En 1990 junto con Esa, Jan y el bajista Olli-Pekka Laine (miembro de Nuxvomica) formó Amorphis y en 1996, con Pasi Koskinen, la banda Ajattara, con la cual utilizaba el seudónimo de "Samuel Lempo".

## Discografía

### Con Violent Solution
- Paralysis / Individual Nightmare (1990)
- Period of Depression (1990)

### Con Abhorrence
- Vulgar Necrolatry (1990)
- Abhorrence (1990)

### Con Amorphis
- Disment of Soul (demo, 1991)
- Amorphis (demo, 1992)
- The Karelian Isthmus (álbum, 1992)
- Privilege of Evil (EP, 1993)
- Tales from the Thousand Lakes (álbum, 1994)
- Black Winter Day (EP, 1995)
- Elegy (álbum, 1996)
- My Kantele (EP, 1997)
- Isle of Joy (bootleg, 1997)
- "Divinity / Northern Lights" (sencillo, 1999)
- Tuonela (álbum, 1999)
- Story - 10th Anniversary (compilación, 2000)
- Alone (sencillo, 2001)
- Am Universum (álbum, 2001)
- Far from the Sun (álbum, 2003)
- Day of Your Beliefs (sencillo, 2003)
- Evil Inside (sencillo, 2003)
- Chapters (compilación, 2003)
- Relapse sencillos Series Vol. 4. (disco alterno, 2004)
- "House of Sleep" (sencillo, 2006)
- Eclipse (álbum, 2006)
- "The Smoke" (sencillo, 2006)
- Silent Waters (álbum, 2007)
- "Silver Bride" (sencillo, 2009)
- Skyforger (álbum, 2009)
- Magic & Mayhem - Tales from the Early Years (compilación, 2010)
- "You I Need" (sencillo, 2011)
- The Beginning of Times (2011)

### Con Ajattara
- Helvetissä On Syntisen Taivas (demo, 1998)
- Itse (álbum, 2001)
- Kuolema (álbum, 2003)
- Tyhjyys (álbum, 2004)
- "Ilon Juhla" (sencillo)
- "Joulu (sencillo, 2005)
- Äpäre (álbum, 2006)
- "Sika" (sencillo, 2006)